# 佐野巧真
佐野 巧真（さの たくま、1965年2月2日 - ）は、日本の元男性プロレスラー。北海道苫小牧市出身、神奈川県川崎市在住。血液型A型。プロレスラーとしてのキャリアにおいて、様々なリングネームを名乗っている。本名および旧、最終リングネームは佐野 直喜（さの なおき）。最終所属フリー。

## 来歴
苫小牧西高校卒業と同時に新日本プロレスに入門。1984年3月3日、後楽園ホールで佐野 直喜（さの なおき）として仲野信市戦でデビュー。下記の獣神サンダー・ライガーの中身である山田恵一とは同学年で同期で、同じ日にデビューした。この際、アントニオ猪木から、佐野と山田がデビューしたい会場を選ぶ事を許され、共に後楽園ホールを選んだ。
1984年4月、メキシコ遠征を経験。帰国後の1989年8月10日に両国国技館で獣神サンダー・ライガーを破ってIWGPジュニアヘビー級王座を獲得。ライガーの好敵手としてジュニア戦線の中心レスラーとなる。
1990年、SWSに移籍。1991年12月にリック・マーテルとの初代王座決定戦でSWSジュニア王座を獲得。1992年12月20日にUWFインターナショナルに初参戦し、高田延彦と対戦した。
1993年7月、UWFインターに移籍。1996年3月1日に佐野 友飛（さの ゆうひ）に改名した。1997年5月、キングダム旗揚げに参加。1998年3月に髙田道場に入団。PRIDEにも出場した。
1999年5月14日、佐野 なおきに改名し、格闘探偵団バトラーツに参戦。FMWジュニアヘビー級王座を獲得。2000年4月に第3回スーパーJカップに出場し準決勝まで勝ち進んだがCIMAに敗れた。
2001年1月31日に「もっとプロレスを学びたい」と高田道場を退団し、2月11日に佐野 巧真に改名してプロレスリング・ノアに初参戦。その後、ノアに入団し、WAVEで三沢光晴、小川良成らと共闘。WAVE解散後は主に田上明、高山善廣、杉浦貴らとタッグを組むことが多い。
獣神サンダー・ライガーが手の合う相手として佐野を激賞しており、UWFインターと新日本の対抗戦でもライガーは「佐野さんしか興味はない」とラブコールを送った。実際に両者は対抗戦の四回戦でぶつかり、佐野が通常のプロレスに付き合って（場外へのダイブなどUWFではありえない技も繰り出し）勝利を収めた。試合後、ライガーは「もっと視野を広げて世界の佐野になってほしい」「UWFでのプロレス人生は偽りだと思う。試合には負けたが、あの人のプロレス人生には勝てたんじゃないか」と語った。佐野がノア入団後はヘビー級に移り、長らく接点はなかったが2009年1月の新日本・東京ドーム大会でタッグを組み、金本浩二、井上亘組に勝利した。
GHCタッグ王座決定トーナメントでは、UWF時代の後輩・高山とのタッグで参戦。決勝まで進んだが森嶋猛＆モハメド・ヨネ組に敗れるもこのトーナメントで評価を上げた。高山は決勝の試合前インタビューで「佐野さんを本気にさせたら殺されるからね」と語っていた。
2012年1月、契約更改によりフリーとなる。
2014年3月、ノア有明コロシアム大会で佐野巧真デビュー30周年記念試合として獣神サンダー・ライガーと組み、高山善廣、平柳玄藩組と対戦した。
2017年、青柳政司率いる魔世軍に入り、「魔世軍8号佐野巧真」のリングネームを名乗る。
2018年12月、京都府京都市西京区に焼肉店「焼肉巧真」をオープン。
2020年1月4日・5日の新日本プロレスの東京ドーム大会で新日本同期のライバル、ライガーの引退試合に佐野直喜として両日ともに参戦。4日は8人タッグ戦での対戦相手、5日のライガー引退試合Ⅱ（対戦相手:リュウ・リー&高橋ヒロム組）ではタッグを組みセコンドの藤原喜明と共にライガーを見送った。
東京ドーム大会から2日後の1月7日、自身のフェイスブック上で現役引退を発表、引退後は自身が経営する焼肉店「焼肉巧真」（京都府京都市西京区）の経営者となった。

## リングネーム
佐野が用いたことがあるリングネーム
1. 佐野直喜（さのなおき） - 本名
2. 佐野友飛（さのゆうひ）
3. 佐野なおき
4. 佐野巧真（さのたくま） - 現在も使用中

## 戦績
| 総合格闘技 戦績 | 総合格闘技 戦績 | 総合格闘技 戦績 | 総合格闘技 戦績 | 総合格闘技 戦績 | 総合格闘技 戦績 | 総合格闘技 戦績 |
| --------------- | --------------- | --------------- | --------------- | --------------- | --------------- | --------------- |
| 4 試合          | (T)KO           | 一本            | 判定            | その他          | 引き分け        | 無効試合        |
| 0 勝            | 0               | 0               | 0               | 0               | 0               | 0               |
| 4 敗            | 2               | 2               | 0               | 0               | 0               | 0               |

| 勝敗 | 対戦相手             | 試合結果                 | 大会名                          | 開催年月日     |
| ×    | カーロス・ニュートン | 1R 0:40 腕ひしぎ十字固め | PRIDE.9                         | 2000年6月4日   |
| ×    | 山宮恵一郎           | 10:43 TKO（カット）      | PANCRASE 1999 BREAKTHROUGH TOUR | 1999年3月9日   |
| ×    | 本間聡               | 1R 9:25 TKO（パウンド）  | PRIDE.4                         | 1998年10月11日 |
| ×    | ホイラー・グレイシー | 33:14 腕ひしぎ十字固め   | PRIDE.2                         | 1998年3月15日  |

## タイトル歴
新日本プロレス
- 第10代IWGPジュニアヘビー級王座

プロレスリング・ノア
- 第21代GHCタッグ王座（パートナーは高山善廣）
- グローバル・タッグ・リーグ戦
  - 2010年大会優勝（パートナーは高山善廣）

SWS
- SWSジュニアヘビー級王座

WAR
- 第11代WAR世界6人タッグ王座（パートナーは高田延彦&垣原賢人）

FMW
- 第2代FMW認定ジュニアヘビー級王座
- 初代インディペンデントワールド世界ジュニアヘビー級王座

CNWA
- CNWA世界ミドルヘビー級王座

その他
- ナショナルトリオ王座

## 得意技
蹴り技、飛び技と言った技を自由自在に繰り出す、従来には無い珍しい技巧派タイプのレスラーでもあった。
ローリング・ソバット
佐野のローリング・ソバットは鋭く、受けた相手は悶絶必至。一発で試合の流れを変えることもあり、高田道場流といわれている。特に顔面へのローリング・ソバットは強力無比で、数々の選手から勝利を奪った。
ノーザンライトボム
現在の佐野のフィニッシュ技で、別名北斗ボム。北斗晶が開発し、その夫である佐々木健介の代名詞でもある技。
ゆりかもめ
相手の両腕を自分の両足でロックしておき、首を自分の両腕で締め付ける技で、ノアの事務所がある有明地区を走るゆりかもめ東京臨海新交通臨海線がその名の由来。桜庭和志が開発者。
ダイビング・フット・スタンプ
コーナーポストから相手の腹部めがけて飛び降りる技。対小橋建太戦ではコーナートップからリング下の小橋へ放ち、小橋を大いに苦しめた。受身の取りようがないため非常に危険な技であるが、全体的に見た目が地味な佐野の技の中でも特にその傾向が強く、この技を敢行してもファンの反応は少なかった。しかし、近年はその威力が認知されてきており、中でもトップロープや花道から大きな落差付きで繰り出される断崖式に対しては、あまりのエグさのために会場から悲鳴に近い歓声が飛ぶことが多い。佐野の場合は、空中で勢いをつけないためフィニッシュには至らない。
トペ・スイシーダ
ルチャリブレにおける佐野の代表的な飛び技。ジュニア時代からその巧さには賞賛の声が高かった。UWFスタイルに傾倒していた頃には封印したこともあったが、UWFインターと新日本との間で全面対抗戦が行われた際にライガーへ向けて放たれた。（後の佐野のプロレス回帰への口火を切った一発、と評されることもある。）2020年1月4日の新日本プロレス東京ドーム大会、獣神サンダーライガー引退試合で久しぶりに披露し、ファンをどよめかせた。
タイガー・スープレックス
主にジュニア時代（「直喜」および「なおき」の頃）に使用。クラッチは佐山式。最近は稀に投げ捨て式を使用する程度に留まっている。
ロメロ・スペシャル
主にジュニア選手相手に披露する。
ミサイルキック
主にジュニア選手を相手にした時に披露する。セカンドロープから走り幅跳びのフォームのように前方に向けて跳躍、揃えた両足で相手の胸板を突き飛ばすようにして決めるため、やられた相手は派手に後方に吹っ飛ばされることになる。
サッカーボールキック
各種キック
ローキック、ミドルキック、ハイキック

## 入場テーマ曲
- 「DESTINY LIGHT」（増田直美） - OVA「ハーバーライト物語」オープニング曲。イントロの部分のみ使用
- 「SWS佐野直喜のテーマ」（作曲：田中一郎）
- 「S.O.S」（ABBA）NOAH入団時
- 「ATTACK AND RELEASE」 NOAH入団後〜現在